# Tomas Bunk
Tomas Maria „Tom“ Bunk (* 17. Dezember 1945 in Split, Kroatien) ist ein Comiczeichner, Maler und Illustrator.

## Leben
Tomas „Tom“ Bunk ist der Sohn des Malers und Bühnenbildners Rudolf G. Bunk und seiner Frau Marianne geb. Horl. Er studierte Bühnenbild und Bildende Kunst in Hamburg. 1973 zog er nach Berlin, heiratete und fing an, komische Sujets in Öl zu malen. Nach drei erfolgreichen Ausstellungen wandte er sich dem Comiczeichnen zu und war ab 1976 Teil der deutschen Underground-Comix-Szene. In Deutschland zeichnete er für Carlsen, Ravensburger, Volksverlag und den Semmel-Verlach.
Seine Cartoons und Comics, die vom Stil her an Basil Wolverton, Robert Crumb, Gilbert Shelton und Gerhard Seyfried erinnern, erschienen fünf Jahre lang in der Satirezeitschrift Pardon, in anderen Comicheften (z. B. Rad ab!, Zomix und Hinz und Kunz mit Volker Reiche und Bernd Pfarr) und Anthologien. 1983 zog er nach New York und begann, für die Zeitschrift RAW zu arbeiten, die von Françoise Mouly und Art Spiegelman herausgegeben wurde. Ab 1984 arbeitet er auch mit Art Spiegelman an den Garbage Pail Kids. Er zeichnet mit Harvey Kurtzman an einem Abenteuerbuch von Kurtzman. Seit 1990 ist er regelmäßiger Zeichner für das MAD-Magazin, illustriert Schulbücher und fertigt Titelbilder sowie Illustrationen für Kinderbücher. 2008 veröffentlicht er seinen biografischen Comic Ein Berliner in New York in der FAZ. Seine für die Schülerzeitung Quantum entwickelten Quantoons waren Gegenstand von Ausstellungen in Frankfurt und Dortmund. Weiter beteiligte er sich an einer Comicausstellung im Jüdischen Museum in Berlin und an einer Comic-Wanderausstellung. Er malt außerdem komische und surreale Ölbilder und Grafiken.
2015 wurde ihm auf dem Comicfestival München für sein Lebenswerk PENG! – Der Münchner Comicpreis verliehen. 2019 erhielt er einen Reuben Award der National Cartoonists Society in der Kategorie „Newspaper & Magazine Illustration“.
Tomas Bunk lebt mit seiner zweiten Frau und zwei Kindern in New Rochelle, New York.

## Werke
- U-Comix Sonderband 27 (1980) Volksverlag ISBN 3-88631-017-5
- Dose Comics, (1984) Semmel-Verlach
- Tod Im Nacken, Kramer Comics (1985) Semmel-Verlach
- Irrwitz 1983, mit G.Seyfried,H.Kiefernsauer,W.Stein,D.Surrey Weissmann Verlag
- Friede Freude Eierkuchen 1983 (mit Rolf Boyke, Detlef Surrey, Fuchsi, Harald, Peter Petri)
- Besemmelt, 1984, mit Broesel, Boyke etc.
- Gib Gas Kniffke, mit Ralf Thenior, 1995, Ravensburger Verlag
- Harvey Kurtzman's Strange Adventures (1990) Pyron Press mit H. Kurtzman, Crumb, Aragones, Geary, Gibbons, Stout.
- Quantoons (2006) NSTApress (mit Arthur Eisenkraft und Larry D. Kirkpatrik) ISBN 0-87355-265-2
- Memories of a Munchkin, mit Hirschfeld, Aragones, Frazetta, Drucker etc., Backstage Books, New York
- 16. bis 27. Juni 2008 „Ein Berliner in New York“- Urlaubsvertretung für Strizz bei der F.A.Z.
- 05. bis xx. Februar 2014 „Comixzeichner in Berlin“- FAZ
- Seit 1983 Garbage Pail Kids, Topps Company, New York
- Von Berlin nach New York (2015) Comicplus-Verlag, ISBN 978-3-89474-277-5

## Ausstellungen
- 2021: UNVERÖFFENTLICHT - Die Comicszene packt aus! Strips and Stories – von Wilhelm Busch bis Flix, Ausstellung in der Ludwig Galerie Schloss Oberhausen